# Fofão e a Nave sem Rumo
Fofão e a Nave Sem Rumo é um filme infantil brasileiro de 1989 dirigido por Adriano Stuart. Estrelado por Orival Pessini como Fofão, o filme traz o personagem em uma aventura ao lado de duas crianças em uma viagem espacial após serem sequestrados por seres alienígenas. O filme conta ainda com Jessica Canoletti, Danilo Faro, Ivo Lopes e Carina Palatnik no elenco.

## Sinopse
Fofão e duas crianças são atraídos para o interior de uma nave espacial que parece vazia. No entanto, tratava-se uma armadilha de alienígenas que querem se apoderar da força implantada no nariz do Fofão. A situação se complica quando a nave fica desgovernada, em rota de colisão.

## Elenco
Adaptado da Cinemateca Brasileira.
- Orival Pessini
- Jéssica Canoletti
- Danilo Faro
- Ivo Lopes
- Carina Palatnik
- Eleonora Prado
- Paulo Caruso

## Recepção crítica
Ademir Luiz, da Revista Bula, inseriu o filme em sua lista dos 21 piores filmes brasileiros de todos os tempos.